# Han (Japón)
Un han (藩?) o «dominio», antecedente de las modernas prefecturas, fue el nombre dado a los feudos en Japón y que fueron creados por Toyotomi Hideyoshi y abolidos en 1871, tres años después de la Restauración Meiji. El número de han variaba a través del tiempo, aunque existían alrededor de 300 han en el Período Tokugawa. Muchos de ellos eran administrados por un daimyō, que juraba lealtad al shōgun y cuyo territorio tenía un presupuesto agrícola de 10 000 koku o más. 

## Comparación con las provincias
Las provincias (国 kuni?) fueron creadas muchos siglos atrás (durante el siglo VIII) por la Corte Imperial. Las provincias fueron las divisiones administrativas del gobierno central. Con el establecimiento del shogunato Ashikaga en el siglo XIV, asignaron a los shugo daimyō para que gobernasen cada provincia. Finalmente, con la llegada del Período Sengoku a mediados del siglo XV, el poder de los shugo daimyō decayó y fueron reemplazados por los sengoku daimyō, quienes eran samurái de bajo rango; aun así algunos shugo daimyō, como los del clan Shimazu en la provincia de Satsuma, sobrevivieron hasta la era Edo.
En la era Edo, las provincias permanecieron sólo como nombres geográficos. En cambio, el han se estableció como la estructura gubernamental local y, por consiguiente, describía el área del que cada gobierno local podía ejercer su poder. El sistema han fue establecido oficialmente por el shogunato Tokugawa; el tamaño del han variaba según lo que establecía el shogunato, pero por norma cada han era un dominio del cual se podían cosechar alrededor de 10 000 koku anualmente; también se estableció que el daimyō era el gobernante del han y servía directamente al shōgun. Si un vasallo de un daimyō tenía un feudo mayor a 10 000 koku (por ejemplo Katakura Kagetsuna de Sendai o Inada Kurōbei de Tokushima) serviría al daimyō, y no al shōgun. Sin embargo, el gobierno y dominio de cada samurái adinerado era llamado han por cuestiones de conveniencia.
Con la caída del shogunato Tokugawa, el sistema han permaneció forzosamente por unos pocos años más durante la Restauración Meiji, pero fue reemplazado por el sistema de prefecturas, usado actualmente.

## Relaciones entre elhany el shogunato
Las estructuras del shogunato y del han fueron similares debido a que Tokugawa Ieyasu, fundador del shogunato Tokugawa, mantuvo la estructura gubernamental que sus ancestros habían aplicado cuando eran daimyō locales en la provincia de Mikawa. Algunos daimyō, especialmente aquellos cuyos ancestros sirvieron a los ancestros del shōgun, fueron señores feudales del han y también fueron burócratas del shogunato. Muchos de ellos gobernaron feudos que abarcaban entre 1 y 12 koku. Otros daimyō no tenían cargos permanentes en el shogunato pero eran asignados en cargos temporales.
Cada daimyō servía al shōgun y recibía el derecho de gobernar a través del shogunato. La herencia de cada daimyō era reconocida oficialmente por el shogunato. Cuando un hijo biológico o adoptivo de un daimyō era nombrado heredero de su padre, el hijo debía ir al Castillo Chiyoda en Edo y tenía una audiencia con el shōgun para que lo reconociese y tuviera el permiso de sucesión. Si era ignorado este procedimiento, la sucesión era cancelada por el shogunato y el han era abolido en un proceso llamado toritsubushi (descartamiento).
Aunque todo daimyō juraba lealtad al shōgun, su relación variaba. Aparte de los factores personales, la relación entre cada han y el shogunato era determinado e influenciado por la relación entre el fundador del han y el shogunato o los ancestros del clan Tokugawa. Generalmente existían tres clases: shinpan-daimyō (親藩大名?   parientes de los Tokugawa), fudai-daimyō (譜代大名?   aliados de los Tokugawa, previo a la batalla de Sekigahara) y tozama-daimyō (外様大名?   rivales de los Tokugawa durante la batalla de Sekigahara).

## Rangos dehan
Los han variaban en tamaño y por consiguiente en los ingresos; el shogunato los clasificaba principalmente por el tamaño aunque era determinado por la importancia política de cada uno.
Los han de mayor tamaño ocupaban áreas mayores que una provincia y sus daimyō eran llamados kokushu (国守?) o señores provinciales. Los daimyō de las provincias de Mutsu y Dewa poseían ese título y sus han ocupaban toda la provincia. Los daimyō de Maeda, Shimazu, Ikeda, Date y otros más eran clasificados como señores provinciales.
A los daimyō de menor rango se les prohibía construir un castillo. En los primeros años del período Edo, el shogunato promulgó la política de “una provincia, un castillo” pero posteriormente múltiples castillos serían construidos en una provincia.